# Géza Kövess

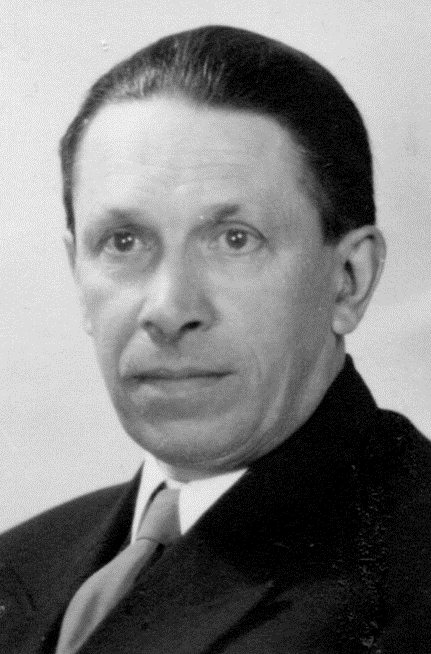
Geza Kövess

Géza Albin Alois Eugen Emerich Kövess von Kövessháza, ab 1917 Baron Kövess von Kövessháza, ab 1919 Géza Kövess (* 26. Mai 1896 in Preßburg, Österreich-Ungarn; † 12. Oktober 1977 in Wien) war ein österreichischer Offizier und Historiker. 1950 war er provisorischer Leiter des Heeresgeschichtlichen Museums.

## Leben
Géza Kövess wurde 1896 als Sohn des Oberstleutnants Hermann Kövess von Kövesshaza (1854–1924), nachmaliger Feldmarschall und Oberkommandierender der k.u.k. Armee, und dessen Frau Eugenie, Tochter des Rechtslehrers und k.u.k. Ministers Anton Freiherr Hye von Glunek, in der Hauptstadt der heutigen Slowakei als eines von drei Kindern geboren. 1917 wurde der Vater ungarischer Baron (siehe Adelsaufhebungsgesetz 1919).
Er besuchte das humanistische Gymnasium in Innsbruck, das Staatsgymnasium in Bozen und das katholische Jesuitengymnasium in Kalksburg sowie Schulen in Wien, Hermannstadt (Siebenbürgen) und Mährisch-Weißkirchen (Mähren). Nach der Reifeprüfung am Staatsgymnasium Wien VIII absolvierte er den Frequentantenkurs der k.u.k. Technischen Militärakademie in Mödling und wurde als Leutnant in die Reserve ausgemustert. Im Ersten Weltkrieg wurde er reaktiviert und diente im schweren Feldartillerie-Regiment 16; er war in Serbien, Italien und Rumänien, zuletzt im Dienstgrad Oberleutnant, eingesetzt. 
1919 schloss er sich der ungarischen Nationalarmee, der Division Lehár, an. 1920 wurde er beurlaubt. Von 1920 bis 1924 war er Vertragsbediensteter bei der Niederösterreichischen Escompte-Gesellschaft in Wien. Danach war er Beamter bei der Odol Compagnie A.G. in Wien und 1926/27 bei der Vereinigten Doepos Getreide AG und Futterverk. Gesellschaft. 
Ab 1927 studierte er Geschichte und Kunstgeschichte an der Universität Wien. 1933 wurde er über Karl Ritter von Schoenhals zum Dr. phil. promoviert. Von 1933 bis 1935 absolvierte er den Ausbildungskurs am Institut für Österreichische Geschichtsforschung in Wien (Staatsprüfung 1935). 1936 wurde er Oberleutnant beim österreichischen Bundesheer.
1939 wurde er Angehöriger des Artillerie-Ersatz-Regiments 45 und 1940 des Artillerie-Ersatz-Regiments 262 der Wehrmacht. Nachdem er bereits 1938 wissenschaftliche Hilfskraft am Heeresmuseum Wien gewesen war, wurde er 1940 (Major-)Kustos und Regierungsrat. 
Kövess heiratete am 12. Juni 1943 Wien Gertrud von Spiess, Tochter des königlich rumänischen Hofjägermeisters und Autors über jagdliche Themen, August Roland Spiess von Braccioforte zu Portner und Höflein.
Nach dem Zweiten Weltkrieg wurde er wissenschaftlicher Assistent (1948) und Kustos 2. Klasse (1949). Bereits 1949 vertrat er den Direktor Alfred Mell. 1950 wurde er mit der provisorischen Leitung des Museums betraut. 1951 wurde er stellvertretender Direktor und 1954 Kustos 1. Klasse. 1960 wurde er Beamter des Verwaltungsdienstes A, wissenschaftlicher Dienst. 1961 trat er in den Ruhestand.
Kövess war Vorstandsmitglied der Heraldisch-Genealogischen Gesellschaft „Adler“ und Greffier des österreichischen Ordens vom Goldenen Vlies.